# Igreja de São Jorge (Nordeste)

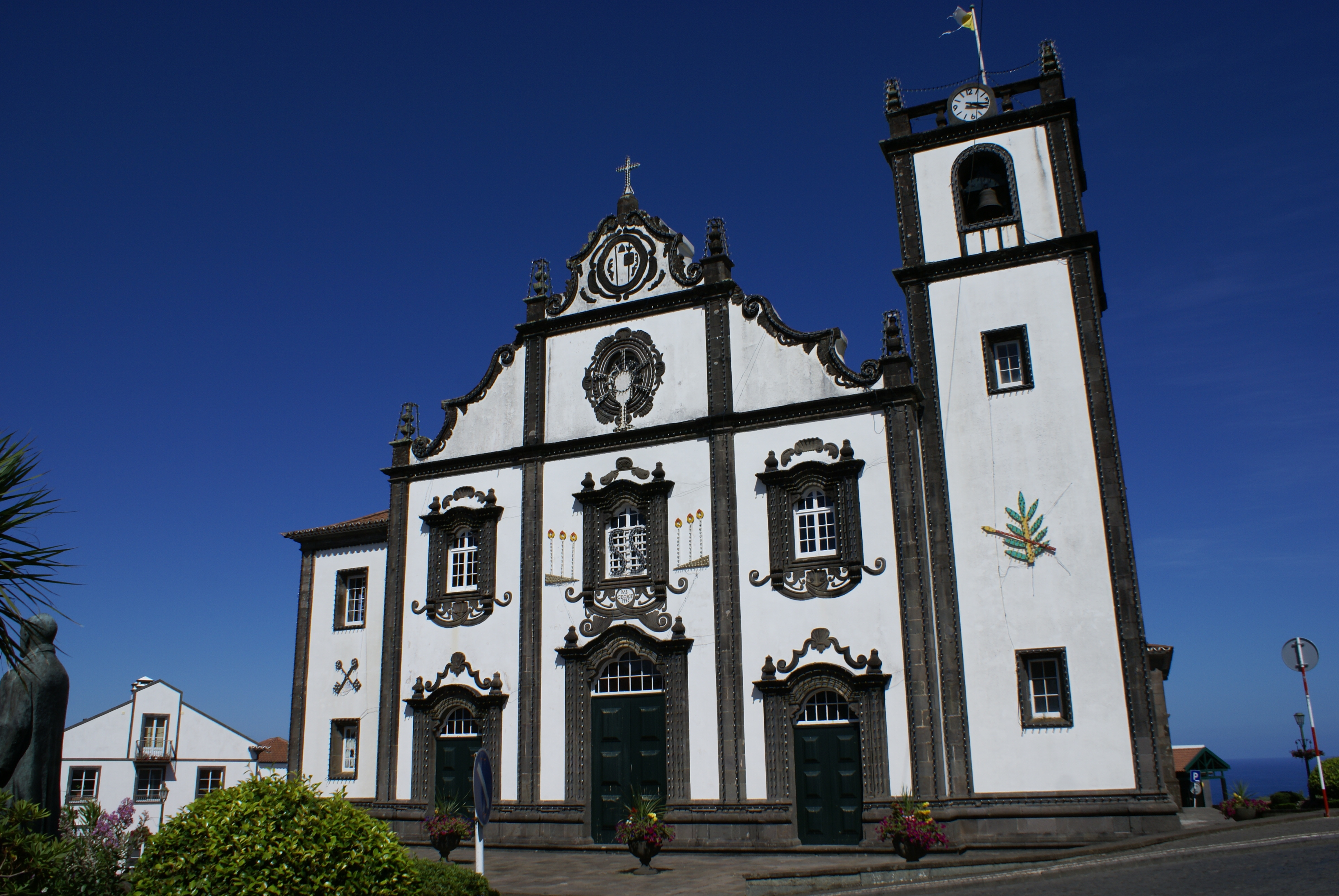
Igreja Matriz de São Jorge, Nordeste.

A Igreja Matriz de São Jorge (Nordeste) é um templo cristão português localizado no concelho do Nordeste, na ilha açoriana de São Miguel.
A primitiva igreja, sob invocação de S. Jorge, já existia antes de 1522, por ocasião do cataclismo que subverteu Vila Franca do Campo. O lugar era pobre e a sua reparação era difícil, conforme refere Gaspar Frutuoso.
Em 1796, iniciou-se a recontrução do novo templo, dando-se-lhe a feição atual, pois assim se lê sobre a porta central: M.S. George 1796.